# Alfonso de Aragón y Foix
Alfonso de Aragón y Foix, auch Alfonso I de Gandía el-Viejo genannt (* wohl 1332; † 5. März 1412) war der älteste Sohn von Pedro, Infant von Aragón, Graf von Ribagorza, Ampurias und Prades, und Jeanne de Foix; er war somit ein Enkel von König Jakob (Jaime) II. von Aragón und ein Vetter von König Peter (Pedro) IV. von Aragon.
1355 erhielt er den Titel eines Grafen von Dénia. Als 1366 der Kastilische Bürgerkrieg zwischen Peter dem Grausamen und Heinrich von Trastamara begann, in dem Aragón Heinrich unterstützte, befehligte er die katalanischen Streitkräfte, die Peter IV. von Aragón zur Entthronung Peters I. von Kastilien geschickt hatte. Er führte die Soldaten auf die Südseite des Flusses Júcar und verstärkte dadurch die Verteidigung der Stadt Valencia gegen die Angriffe des Königs der Kastilier. 1367 kämpfte er in der Schlacht von Nájera. Die Unterstützung brachte ihm nach dem Tod Heinrichs (1379) durch dessen Sohn und Nachfolger Johann I. von Kastilien 1382 den Titel eines Marqués de Villena und das Amt des Konstablers von Kastilien (Condestable de Castilla) ein. Die Feindseligkeit des kastilischen Adels verhinderte jedoch, dass er sich in diesem Amt lange halten konnte. 1381 hatte er die Nachfolge seines Vaters als Graf von Ribagorza angetreten.
Bei der Invasion des Grafen von Armagnac stand er (jetzt wieder im Dienst Aragóns) auf Seiten des Infanten Martin, Bruder des Königs Johann I. Als dieser 1395 die Nachfolge antrat, behielt er seine machtvolle Position; er nahm an den Cortes von Saragossa 1398 teil, assistierte im Jahr darauf bei der Krönung des Monarchen, und wurde 1399 zum Herzog von Gandía ernannt. Als der Monarch 1410 ohne ihn überlebende Söhne starb, erhob er Ansprüche auf die Nachfolge, starb jedoch selbst, bevor die Unterhändler im Kompromiss von Caspe die Wahl treffen konnten.
Aus seiner Ehe mit Violante Eiximenis de Arenós, Tochter von Gonzalo Ximénez und Timbor de Bellpuig, die er 1355 schloss, hatte er sieben Kinder, darunter:
- Alfonso el Joven († 1425), 2. Herzog von Gandía, Graf von Ribagorza und Denia; ⚭ 1393 Maria Infantin von Navarra, Tochter von Karl II., König von Navarra (Haus Frankreich-Évreux)
- Pedro, X 1385, 2. Marqués de Villena; ⚭ 1378 Juana de Castilla, uneheliche Tochter von Heinrich von Trastamara und Elvira de Vega (Haus Trastámara)
- Juana; ⚭ 1377 Juan Ramón Folch, 1. Conde de Cardona, † 1442 (Haus Folch de Cardona)
- Leonor/Violante; ⚭ Jaime de Prades, Baron de Cáccamo, Connetable von Sizilien (ihr Vetter) (Haus Barcelona)